# مافيا! (فلم 1998)
مافيا! (بالإنجليزية: Mafia!) ويعرف جيت أوستينز مافيا! Jane Austen's Mafia!، هو فيلم أكشن وكوميديا أمريكي، أنتج سنة 1998م وطور من قبل توتشستون بيكشرز التابعة لشركة والت ديزني، والذي أخرجه جيم أبراهامز، وهو فيلم ساخر ومنقول عن العراب.

## الاستقبال

### بوكس أوفيس
منذ الأسبوع الأول ربح الفيلم بمبلغ 6,577,961 دولار أمريكي، وتمت صناعة الفيلم بمبلغ 19,889,299 دولار.

## المصدر
1. ↑  "Mafia!". بوكس أوفيس موجو. مؤرشف من الأصل في 2018-10-25. اطلع عليه بتاريخ 2012-02-11.

## وصلات خارجية
- مقالات تستعمل روابط فنية بلا صلة مع ويكي بيانات